# 2014 في الاتحاد الأوروبي
فعاليات العام 2014 في الاتحاد الأوروبي.

## الحكم
- رئيس المجلس الأوروبي
  -  هيرمان فان رومبوي (إلى 30 تشرين الثاني 2014)[1]
  -  دونالد توسك (من 1 كانون الأول 2014)[2]
- رئيس المفوضية
  -  دوراو باروسو (إلى 1 تشرين الثاني 2014)
  -  جان كلود يونكر (من 1 تشرين الثاني 2014)
- رئاسة المجلس
  -  اليونان (كانون الثاني – حزيران 2014)
  -  إيطاليا (تموز – كانون الأول 2014)
- رئيس البرلمان
  -  مارتن شولتز
- الممثل السامي
  -  كاترين أشتون (إلى 1 تشرين الثاني 2014)
  -  فيديريكا موغيريني (من 1 تشرين الثاني 2014)

## الأحداث

### كانون الثاني
- 1 كانون الثاني
  - اليونان تتولى الرئاسة الدورية لمجلس الاتحاد الأوروبي لمدة ستة أشهر. الأولويات الأربع للرئاسة هي النمو والوظائف والتماسك. زيادة التكامل بين الاتحاد الأوروبي ومنطقة اليورو، الهجرة والحدود والتنقل والسياسات البحرية.
  - تعتمد لاتفيا اليورو عملة لها، لتصبح العضو الثامن عشر في منطقة اليورو.
  - أصبحت ريغا (لاتفيا) وأوميو (السويد) «عواصم الثقافة الأوروبية» لعام 2014.
- 20 كانون الثاني - وزراء خارجية الاتحاد الأوروبي يعلقون بعض عقوبات الاتحاد الأوروبي المفروضة على إيران، بعد خطة العمل المتفق عليها دوليًا والتي تهدف إلى معالجة المخاوف بشأن البرنامج النووي لذلك البلد
- 23 كانون الثاني - أعيد انتخاب فيتور مانويل دا سيلفا كالديرا رئيسًا للمحكمة الأوروبية لمراجعي الحسابات لولاية ثالثة مدتها ثلاث سنوات.
- 28 كانون الثاني - خلال قمة في بروكسل، ناقش قادة الاتحاد الأوروبي وروسيا الشراكة الشرقية ومكافحة الإرهاب.

### شباط
- 3 شباط - كشفت المفوضية النقاب عن أول تقرير لها لمكافحة الفساد يشرح الوضع في كل دولة عضو.
- 22 شباط - عزل البرلمان رئيس أوكرانيا بعد عدة أشهر من الاحتجاج الشعبي. تقع علاقة الدولة مع الاتحاد الأوروبي وروسيا في قلب فترة من عدم اليقين.

### اذار
- 17 اذار - يدين وزراء خارجية الاتحاد الأوروبي بشدة الاستفتاء الذي أجرته الجماعات التي تريد أن تصبح المنطقة جزءًا من روسيا في شبه جزيرة القرم بأوكرانيا. لا يعترف الاتحاد الأوروبي بالضم غير القانوني لشبه جزيرة القرم. تُفرض عقوبات الاتحاد الأوروبي على الأشخاص المسؤولين في روسيا عن تقويض وحدة أراضي أوكرانيا.
- 21 اذار - اجتماع في المجلس الأوروبي، يناقش قادة الاتحاد الأوروبي الأزمة في أوكرانيا ويتطرقون أيضًا إلى القضايا الاقتصادية والقدرة التنافسية الصناعية والمناخ والطاقة.
- 26 اذار - في قمة في بروكسل، ناقش قادة الاتحاد الأوروبي والرئيس الأمريكي باراك أوباما السياسة الخارجية الدولية والأزمة في أوكرانيا والتحديات العالمية الرئيسية.

### نيسان
- 15 نيسان - اعتمد البرلمان الأوروبي مجموعة من كتيبات القواعد حول كيفية التعامل مع البنوك التي تواجه صعوبات خطيرة، حتى لا يضطر دافعو الضرائب إلى الدفع مقابل البنوك الفاشلة. هذا هو العنصر الأخير في الاتحاد المصرفي للاتحاد الأوروبي. يمرر أعضاء البرلمان الأوروبي أيضًا قانونًا جديدًا يضمن لسكان الاتحاد الأوروبي الحق في فتح حساب دفع أساسي.
- 28 نيسان - قبل الانتخابات الأوروبية لهذا العام، تسمي الأحزاب السياسية للمرة الأولى مرشحيها لمنصب رئيس المفوضية الأوروبية، وينخرط المرشحون في «المناقشات الرئاسية».

### أيار
- 22-25 أيار - تجري الانتخابات الأوروبية في جميع أنحاء الاتحاد الأوروبي ويتم انتخاب 751 عضواً في البرلمان الأوروبي. إجمالي نسبة المشاركة 43.09٪.
- 25 أيار - أجريت الانتخابات الرئاسية في أوكرانيا وسط استمرار الاضطرابات في الجزء الشرقي من البلاد. الفائز، بيترو بوروشينكو، يريد التعاون مع الاتحاد الأوروبي.

### حزيران
- 2 حزيران - كجزء من «الفصل الدراسي الأوروبي»، تتبنى المفوضية توصيات لكل دولة من دول الاتحاد الأوروبي البالغ عددها 28 دولة، وتقدم إرشادات بشأن الميزانيات الوطنية والسياسات الاقتصادية 2014-2015.
- 5 حزيران - التقى رؤساء الدول الصناعية السبع الكبرى في العالم - مجموعة السبع - لأول مرة في بروكسل مع الاتحاد الأوروبي كمضيف. ناقشوا الوضع في أوكرانيا، فضلا عن الاقتصاد العالمي والطاقة وتغير المناخ والتنمية.
- 20 حزيران - وافق وزراء مالية الاتحاد الأوروبي على تعديل لقواعد الضرائب في الاتحاد الأوروبي لإغلاق ثغرة سمحت للشركات عبر الحدود بتجنب الضرائب على بعض ترتيبات القروض المختلطة.
- 26 - 27 حزيران يجتمع زعماء الاتحاد الأوروبي كما يحدد المجلس الأوروبي جدول أعمال استراتيجي للاتحاد الأوروبي وترشيح جان كلود يونكر رئيسا المعين للجنة -. كما أنها تمنح ألبانيا وضع الدولة المرشحة لعضوية الاتحاد الأوروبي المستقبلية وتؤكد أن ليتوانيا ستتبنى اليورو عملة لها في عام 2015. توقيع اتفاقيات الشراكة بين الاتحاد الأوروبي وجورجيا ومولدوفا وأوكرانيا.

### تموز
- 1 تموز
  - تتولى إيطاليا الرئاسة الدورية لمجلس الاتحاد الأوروبي لمدة ستة أشهر.
  - أعاد أعضاء البرلمان الأوروبي انتخاب الاشتراكي الألماني مارتن شولتز كرئيس للبرلمان الأوروبي لمدة عامين ونصف العام.
- 15 تموز - البرلمان الأوروبي ينتخب جان كلود يونكر ليكون الرئيس القادم للمفوضية الأوروبية.
- 16 تموز - اجتمع قادة الاتحاد الأوروبي في المجلس الأوروبي لمناقشة عدد من التعيينات الرئيسية التي يتعين إجراؤها للمناصب العليا في الاتحاد الأوروبي، وكذلك العلاقات مع روسيا والوضع في غزة.

### آب
- 30 آب - في اجتماع خاص للمجلس الأوروبي في بروكسل، تم تعيين دونالد تاسك، رئيس وزراء بولندا، رئيسًا للمجلس الأوروبي، وفيديريكا موغيريني، وزيرة الخارجية الإيطالية، تم تعيينها ممثلة الاتحاد الأوروبي العليا للشؤون الخارجية والأمن. سياسات.

### أيلول
- 18 أيلول - صوّت سكان اسكتلندا بـ «لا» في استفتاء على استقلال اسكتلندا عن المملكة المتحدة. أما الجانب «لا» فقد فاز بنسبة 55.3٪ مقابل الاستقلال. مع بعض الاستثناءات، يحق لجميع مواطني الاتحاد الأوروبي أو الكومنولث المقيمين في اسكتلندا الذين تبلغ أعمارهم 16 عامًا أو أكثر التصويت.

### تشرين الأول
- 22 تشرين الأول - البرلمان الأوروبي يوافق على الهيئة الجديدة المكونة من 27 مفوضًا، كما قدمها رئيسه المنتخب جان كلود يونكر، بأغلبية 423 صوتًا، مقابل 209 ضد وامتناع 67 عن التصويت.
- 24 تشرين الأول / تشرين الأول - وافق قادة الاتحاد الأوروبي، المجتمعون في المجلس الأوروبي في بروكسل، على أهداف المناخ الأكثر طموحًا في العالم. بحلول عام 2030 يجب تخفيض الانبعاثات الضارة بنسبة 40٪ مقارنة بعام 1990. كما قرروا زيادة المساعدة المالية للاتحاد الأوروبي إلى مليار يورو لمكافحة انتشار فيروس إيبولا في غرب إفريقيا.

### تشرين الثاني
- 1 تشرين الثاني
  - قواعد جديدة تدخل حيز التنفيذ للتصويت في مجلس الوزراء، على النحو المنصوص عليه في معاهدة لشبونة. من أجل اعتماده بالأغلبية المؤهلة، يجب أن يحصل قانون جديد أو قرار آخر الآن على «أغلبية مزدوجة» لكل من الدول الأعضاء والسكان. يحل هذا محل النظام السابق حيث كان لكل بلد عدد مخصص من الأصوات.
  - تتولى اللجنة التي يرأسها جان كلود يونكر مهامها.
- 4 تشرين الثاني - آلية الإشراف الوحيدة للبنوك تدخل حيز التنفيذ. يتولى البنك المركزي الأوروبي دور الإشراف على عمل البنوك في منطقة اليورو بطريقة آمنة وموثوقة، والعمل جنبًا إلى جنب مع السلطات الوطنية. هذا جزء مما يسمى بـ «الاتحاد المصرفي»، والذي يهدف إلى منع نقاط الضعف في النظام المصرفي التي عجلت بالأزمة الاقتصادية في عام 2008. وبهذه المناسبة، ينشر البنك المركزي «اختبار جهد» مع تحليل مفصل لمدى صلابة أكبر 130 بنكاً.
- 26 تشرين الثاني - أعلنت المفوضية عن خطة استثمارية بقيمة 315 مليار يورو لإعادة نمو أوروبا مرة أخرى وإعادة المزيد من الأشخاص إلى العمل. تشير التقديرات إلى أن الإجراءات يمكن أن تخلق ما يصل إلى 1.3 مليون فرصة عمل جديدة.
- 28 تشرين الثاني - تنشر المفوضية مسح النمو السنوي لعام 2015. هذا هو بداية «الفصل الأوروبي» السنوي لتنسيق السياسة الاقتصادية، والذي يضمن قيام دول الاتحاد الأوروبي بمواءمة خططها الاقتصادية والموازنة للنمو.

### كانون الأول
- 1 كانون الأول - دونالد تاسك، رئيس وزراء بولندا السابق، حل محل هيرمان فان رومبوي كرئيس للمجلس الأوروبي.
- 18 كانون الأول - يدعم المجلس الأوروبي إنشاء الصندوق الأوروبي للاستثمارات الاستراتيجية (EFSI) بهدف تعبئة 315 مليار يورو في استثمارات جديدة بين عامي 2015 و 2017.

## عاصمة الثقافة الأوروبية
عاصمة الثقافة الأوروبية هي مدينة حددها الاتحاد الأوروبي لمدة سنة تقويمية واحدة، تنظم خلالها سلسلة من الفعاليات الثقافية ذات البعد الأوروبي القوي.
- ريغا، لاتفيا
- أوميو، السويد